# 论语新探
《论语新探》，赵纪彬著，1950年初版。其观点显然影响了批林批孔期间的《论语批注》。毛泽东曾致信康生推荐阅读。

## 成书
1950年中华书局出版赵纪彬的《古代儒家哲学批判》。1959年再版，改名《论语新探》，1962年再版。1976年出第三版，按照批林批孔的需要做了许多修改，并增加了四篇文章。

## 评价
- 牛泽群《论语札记》：“赵纪彬的《论语新探》，有人把它归为批林批孔时代之作，是不公正的。此书尽管颇有迎合之意，但毕竟是考证为主，总试图以理服人，而且早出于前，与批孔期间他的另外专作不能等同而视。”
- 李零： “‘文革’版，当然有时代烙印，很多人以政治原因，弃而不读，但其研究水平实远出于时下的流行新作，很多细节考证，至今仍有参考价值。”[1]
- 杨逢彬：“《论语新探》确实在考据上下了大功夫，引用了大量语料，也多从语言内部着手考证。”“但是，赵书似乎是先有结论，然后又带着倾向性找证据，因而其结论往往是靠不住的。”[2]